# Hoddur, Madikeri
Hoddur là một làng thuộc tehsil Madikeri, huyện Kodagu, bang Karnataka, Ấn Độ.